# Oncostemum nitidulum
Oncostemum nitidulum är en viveväxtart som beskrevs av Carl Christian Mez. Oncostemum nitidulum ingår i släktet Oncostemum och familjen viveväxter. Inga underarter finns listade i Catalogue of Life.